# Dichiarazione di Bethesda sull'editoria ad accesso aperto
La Dichiarazione di Bethesda sull'editoria ad accesso aperto (o open access) è una dichiarazione del 2003 che definisce e sostiene il concetto di accesso aperto.

## La dichiarazione
L'11 aprile del 2003, l'Howard Hughes Medical Institute di Bethesda, ospita un incontro per discutere dell'accesso alla letteratura accademica. Il gruppo dà una definizione di rivista ad accesso aperto come periodico che consente "l'accesso libero, irrevocabile, globale, continuo", che attribuisce "la licenza di copiare, usare, distribuire, trasmettere, visualizzare il lavoro pubblicamente e distribuirne opere derivate attraverso ogni mezzo digitale, per qualsiasi finalità responsabile, fatta salva l'attribuzione all'autore", nel quale ogni articolo è "depositato immediatamente dal momento della pubblicazione almeno in un repository".

## Specificità rispetto ad altre dichiarazioni
Come l'Iniziativa di Budapest per l'accesso aperto e la Dichiarazione di Berlino sull'accesso aperto alla letteratura scientifica, si inserisce tra quelle iniziative che hanno l'obiettivo di rendere le pubblicazioni scientifiche accessibili nel modo più ampio e semplice possibile. In particolare, affronta il tema delle licenze libere che consentono agli utenti di dichiarare il loro articolo ad accesso aperto, parlando di riuso per opere derivate, punto, questo, non menzionato dalla BOAI. Sottolinea inoltre l'importanza di depositare le pubblicazioni scientifiche e i relativi materiali di complemento (metadati, dati, immagini, ecc.). Prende così posizione per il cosiddetto Open access "verde", in cui l'autore stesso (o qualcuno in sua vece, ad esempio, un bibliotecario) inserisce una copia dell'articolo in un repository.